# Roberto Cevoli
Roberto Cevoli (Rimini, 29 dicembre 1968) è un allenatore di calcio ed ex calciatore italiano naturalizzato sammarinese, di ruolo difensore, commissario tecnico della nazionale sammarinese e tecnico del Pietracuta.

## Carriera

### Giocatore
Nella sua carriera ha vestito le maglie di San Marino, Jesina, Fano, Carpi, Reggina, Reggiana, Torino, Cesena, Crotone e Modena. Proprio con la maglia del Modena, Cevoli fu protagonista di una doppia promozione consecutiva dalla Serie C1 alla Serie A, vincendo anche la Supercoppa di Serie C nel 2000-2001.
In Serie A ha disputato 57 incontri segnando 1 rete. Da calciatore professionista in campionato, nell'arco di 19 anni compresi tra il 1986 ed il 2005, ha collezionato 519 presenze e 16 reti totali.

### Allenatore
Dopo aver svolto il ruolo di allenatore in seconda del Vicenza prima di Giancarlo Camolese e poi di Angelo Gregucci, nel giugno 2008 diventa il nuovo tecnico del Foligno, ma viene esonerato nel novembre dello stesso anno.
Nell'estate 2009 diviene l'allenatore del Monza, in Lega Pro Prima Divisione; incarico che mantiene per una sola stagione.
Il 22 luglio 2012 viene nominato allenatore della squadra Primavera della Reggina.
Il 17 novembre 2015 viene nominato allenatore dell'Unione Sanremo, militante in Eccellenza Liguria in sostituzione di Valentino Papa,, erede della storica società cittadina della Sanremese, con cui vince la Coppa Italia Dilettanti 2015-2016.
Dopo una breve esperienza alla guida della squadra albanese del Teuta Durazzo, il 18 gennaio 2017 subentra a Bruno Caneo sulla panchina della Civitanovese.
Il 6 giugno seguente firma un contratto annuale con il Renate, militante in Lega Pro. Arriva 7º nel Girone B e disputa i Play-off di girone, ma viene eliminato al primo turno.
Il 21 maggio 2018 firma un contratto annuale con la Reggina, militante nel Girone C della Serie C, dove precedentemente era stato calciatore e successivamente allenatore della Primavera. Il 3 febbraio 2019 viene esonerato a seguito della sconfitta casalinga nel derby contro il Catanzaro per 3-4, con la squadra in ottava posizione di classifica, venendo sostituito da Massimo Drago. Il 7 aprile seguente, dopo una serie di risultati negativi da parte del suo predecessore, fa ritorno sulla panchina della Reggina. Conclude il campionato al 7º posto, guadagnando l'accesso ai play-off: tuttavia, la Reggina viene eliminata al secondo turno perdendo 4-1 contro il Catania.
L'8 giugno 2020 viene ufficializzato come tecnico dell'Imolese per disputare i play-out con il club emiliano. Dopo aver vinto i play-out e conquistato la salvezza, viene confermato anche per la stagione successiva ma il 19 dicembre seguente, dopo la sconfitta per 3-2 col Ravenna, viene sollevato dall'incarico.
Nell’agosto 2021 viene richiamato dal Renate in Serie C in sostituzione del dimissionario Francesco Parravicini. Dopo essersi piazzato al 4º posto nel girone A, viene eliminato al primo turno della fase nazionale dei play-off per mano della Juventus U23.
Nell'agosto 2022 diventa il nuovo allenatore del Novara, in Serie C, prendendo il posto di Marco Marchionni. Viene esonerato il 1º dicembre 2022 dopo la sconfitta con la Pergolettese. Lascia la squadra piemontese al settimo posto con 24 punti raccolti in 16 partite.

#### Nazionale sammarinese
Il 12 dicembre 2023 viene indicato quale nuovo CT della nazionale sammarinese. Il 5 settembre 2024, nella partita valida per la prima giornata della Lega D di Nations League, la riporta alla vittoria dopo vent’anni di attesa (e centrando il primo, storico successo in una partita ufficiale), imponendosi per 1-0 contro il Liechtenstein.. Successo che viene bissato due mesi e mezzo più tardi consentendo ai Titani una incredibile, storica promozione in Lega C di Nations League
Contemporanemente all'incarico sanmarinese nell'estate 2025 assume anche la guida del club della provincia di Rimini del Pietracuta che milita in Eccellenza

## Statistiche

### Statistiche da allenatore

#### Club
Statistiche aggiornate al 30 novembre 2022. In grassetto le competizioni vinte.
| Stagione        | Squadra         | Campionato      | Campionato | Campionato | Campionato | Campionato | Coppe nazionali | Coppe nazionali | Coppe nazionali | Coppe nazionali | Coppe nazionali | Coppe continentali | Coppe continentali | Coppe continentali | Coppe continentali | Coppe continentali | Altre coppe | Altre coppe | Altre coppe | Altre coppe | Altre coppe | Totale | Totale | Totale | Totale | % Vittorie | Piazz.                        |
| Stagione        | Squadra         | Comp            | G          | V          | N          | P          | Comp            | G               | V               | N               | P               | Comp               | G                  | V                  | N                  | P                  | Comp        | G           | V           | N           | P           | G      | V      | N      | P      | %          | Piazz.                        |
| --------------- | --------------- | --------------- | ---------- | ---------- | ---------- | ---------- | --------------- | --------------- | --------------- | --------------- | --------------- | ------------------ | ------------------ | ------------------ | ------------------ | ------------------ | ----------- | ----------- | ----------- | ----------- | ----------- | ------ | ------ | ------ | ------ | ---------- | ----------------------------- |
| lug.-nov. 2008  | Foligno         | 1D              | 10         | 2          | 5          | 3          | CI+CI-LP        | 2+2             | 1+1             | 0+0             | 1+1             | -                  | -                  | -                  | -                  | -                  | -           | -           | -           | -           | -           | 14     | 4      | 5      | 5      | 28,57      | Eson.                         |
| 2009-2010       | Monza           | 1D              | 34         | 9          | 14         | 11         | CI-LP           | 5               | 2               | 1               | 2               | -                  | -                  | -                  | -                  | -                  | -           | -           | -           | -           | -           | 39     | 11     | 15     | 13     | 28,21      | 10º                           |
| nov. 2015-2016  | Unione Sanremo  | Ecc.            | 20         | 11         | 4          | 5          | CI-Ecc.+CI-Dil. | 2+7             | 2+5             | 0+2             | 0+0             | -                  | -                  | -                  | -                  | -                  | -           | -           | -           | -           | -           | 29     | 18     | 6      | 5      | 62,07      | Sub., 2º, (prom.)             |
| ott. 2016       | Teuta           | KS              | 3          | 1          | 0          | 2          | KA              | 2               | 1               | 0               | 1               | -                  | -                  | -                  | -                  | -                  | -           | -           | -           | -           | -           | 5      | 2      | 0      | 3      | 40,00      | Sub., Eson.                   |
| gen.-mar. 2017  | Civitanovese    | D               | 7          | 0          | 1          | 6          | CI-D            | -               | -               | -               | -               | -                  | -                  | -                  | -                  | -                  | -           | -           | -           | -           | -           | 7      | 0      | 1      | 6      | &0,00      | Sub., Eson.                   |
| 2017-2018       | Renate          | C               | 34+1       | 12         | 12         | 10+1       | CI+CI-C         | 3+3             | 1+1             | 1+1             | 1+1             | -                  | -                  | -                  | -                  | -                  | -           | -           | -           | -           | -           | 41     | 14     | 14     | 13     | 34,15      | 7º                            |
| 2018-2019       | Reggina         | C               | 27+2       | 14         | 5+1        | 8+1        | CI-C            | 2               | 0               | 2               | 0               | -                  | -                  | -                  | -                  | -                  | -           | -           | -           | -           | -           | 31     | 14     | 8      | 9      | 45,16      | Eson., Sub., 7º               |
| giu. 2020       | Imolese         | C               | 0+2        | 0+1        | 0+1        | 0+0        | CI-C            | -               | -               | -               | -               | -                  | -                  | -                  | -                  | -                  | -           | -           | -           | -           | -           | 2      | 1      | 1      | 0      | 50,00      | Sub., (salvo dopo i play out) |
| set.-dic. 2020  | Imolese         | C               | 16         | 3          | 3          | 10         | -               | -               | -               | -               | -               | -                  | -                  | -                  | -                  | -                  | -           | -           | -           | -           | -           | 16     | 3      | 3      | 10     | 18,75      | Eson.                         |
| Totale Imolese  | Totale Imolese  | Totale Imolese  | 18         | 4          | 4          | 10         |                 | -               | -               | -               | -               |                    | -                  | -                  | -                  | -                  |             | -           | -           | -           | -           | 18     | 4      | 4      | 10     | 22,22      |                               |
| ago. 2021-2022  | Renate          | C               | 37+2       | 18         | 8+1        | 11+1       | CI-C            | -               | -               | -               | -               | -                  | -                  | -                  | -                  | -                  | -           | -           | -           | -           | -           | 39     | 18     | 9      | 12     | 46,15      | Sub., 4º                      |
| Totale Renate   | Totale Renate   | Totale Renate   | 74         | 30         | 21         | 23         |                 | 6               | 2               | 2               | 2               |                    | -                  | -                  | -                  | -                  |             | -           | -           | -           | -           | 80     | 32     | 23     | 25     | 40,00      |                               |
| lug.-dic. 2022  | Novara          | C               | 16         | 7          | 3          | 6          | CI-C            | 1               | 0               | 0               | 1               | -                  | -                  | -                  | -                  | -                  | -           | -           | -           | -           | -           | 17     | 7      | 3      | 7      | 41,18      | Eson.                         |
| Totale carriera | Totale carriera | Totale carriera | 211        | 78         | 58         | 75         |                 | 29              | 14              | 7               | 8               |                    | -                  | -                  | -                  | -                  |             | -           | -           | -           | -           | 240    | 92     | 65     | 83     | 38,33      |                               |

#### Nazionale
Statistiche aggiornate al 10 giugno 2025.
| Squadra    | Naz                   | dal              | al       | Record | Record | Record | Record | Record | Record | Record | Record     |
| Squadra    | Naz                   | dal              | al       | G      | V      | N      | P      | GF     | GS     | DR     | % Vittorie |
| ---------- | --------------------- | ---------------- | -------- | ------ | ------ | ------ | ------ | ------ | ------ | ------ | ---------- |
| San Marino | San Marino (bandiera) | 15 dicembre 2023 | in corso | 14     | 2      | 2      | 10     | 8      | 29     | −21    | 14,29      |

#### Nazionale nel dettaglio
| 2024              | San Marino        | UEFA Nations League 2024-2025 | 1º nel Gruppo 1 della Lega D, promosso in Lega C | 4  | 2 | 1 | 1  | 50,00 | 5 | 3  | +2  |
| 2025              | San Marino        | Qual. Mondiale 2026           | nel gruppo H                                     | 4  | 0 | 0 | 4  | &0,00 | 1 | 12 | -11 |
| Dal 2024          | San Marino        | Amichevoli                    |                                                  | 6  | 0 | 1 | 5  | &0,00 | 2 | 14 | -12 |
| Totale San Marino | Totale San Marino | Totale San Marino             | Totale San Marino                                | 14 | 2 | 2 | 10 | 14,29 | 8 | 29 | -21 |

#### Panchine da commissario tecnico della nazionale sammarinese
| Cronologia completa delle presenze e delle reti in nazionale ― San Marino | Cronologia completa delle presenze e delle reti in nazionale ― San Marino | Cronologia completa delle presenze e delle reti in nazionale ― San Marino | Cronologia completa delle presenze e delle reti in nazionale ― San Marino | Cronologia completa delle presenze e delle reti in nazionale ― San Marino | Cronologia completa delle presenze e delle reti in nazionale ― San Marino | Cronologia completa delle presenze e delle reti in nazionale ― San Marino | Cronologia completa delle presenze e delle reti in nazionale ― San Marino |
| Data                                                                      | Città                                                                     | In casa                                                                   | Risultato                                                                 | Ospiti                                                                    | Competizione                                                              | Reti                                                                      | Note                                                                      |
| ------------------------------------------------------------------------- | ------------------------------------------------------------------------- | ------------------------------------------------------------------------- | ------------------------------------------------------------------------- | ------------------------------------------------------------------------- | ------------------------------------------------------------------------- | ------------------------------------------------------------------------- | ------------------------------------------------------------------------- |
| 20-3-2024                                                                 | Serravalle                                                                | San Marino                                                                | 1 – 3                                                                     | Saint Kitts e Nevis                                                       | Amichevole                                                                | Filippo Berardi (rig.)                                                    | Cap: A. Golinucci                                                         |
| 24-3-2024                                                                 | Serravalle                                                                | San Marino                                                                | 0 – 0                                                                     | Saint Kitts e Nevis                                                       | Amichevole                                                                | -                                                                         | Cap: A. Golinucci                                                         |
| 5-6-2024                                                                  | Wiener Neustadt                                                           | Slovacchia                                                                | 4 – 0                                                                     | San Marino                                                                | Amichevole                                                                | -                                                                         | Cap: A. Golinucci                                                         |
| 11-6-2024                                                                 | Serravalle                                                                | San Marino                                                                | 1 – 4                                                                     | Cipro                                                                     | Amichevole                                                                | Simone Giocondi                                                           | Cap: A. Golinucci                                                         |
| 5-9-2024                                                                  | Serravalle                                                                | San Marino                                                                | 1 – 0                                                                     | Liechtenstein                                                             | UEFA Nations League 2024-2025 - Lega D                                    | Nicko Sensoli                                                             | Cap: A. Golinucci                                                         |
| 10-9-2024                                                                 | Chișinău                                                                  | Moldavia                                                                  | 1 – 0                                                                     | San Marino                                                                | Amichevole                                                                | -                                                                         | Cap: M. Mularoni                                                          |
| 10-10-2024                                                                | Europa Point                                                              | Gibilterra                                                                | 1 – 0                                                                     | San Marino                                                                | UEFA Nations League 2024-2025 - Lega D                                    | -                                                                         | Cap: N. Nanni                                                             |
| 13-10-2024                                                                | Andorra la Vella                                                          | Andorra                                                                   | 2 – 0                                                                     | San Marino                                                                | Amichevole                                                                | -                                                                         | Cap: M. Mularoni                                                          |
| 15-11-2024                                                                | Serravalle                                                                | San Marino                                                                | 1 – 1                                                                     | Gibilterra                                                                | UEFA Nations League 2024-2025 - Lega D                                    | Nicola Nanni (rig.)                                                       | Cap: A. Golinucci                                                         |
| 18-11-2024                                                                | Vaduz                                                                     | Liechtenstein                                                             | 1 – 3                                                                     | San Marino                                                                | UEFA Nations League 2024-2025 - Lega D                                    | Lorenzo Lazzari Nicola Nanni (rig.) Alessandro Golinucci                  | Cap: N. Nanni                                                             |
| 21-3-2025                                                                 | Larnaca                                                                   | Cipro                                                                     | 2 – 0                                                                     | San Marino                                                                | Qual. Mondiali 2026                                                       | -                                                                         | Cap: A. Golinucci                                                         |
| 24-3-2025                                                                 | Serravalle                                                                | San Marino                                                                | 1 – 5                                                                     | Romania                                                                   | Qual. Mondiali 2026                                                       | Samuele Zannoni                                                           | Cap: A. Golinucci                                                         |
| 7-6-2025                                                                  | Zenica                                                                    | Bosnia ed Erzegovina                                                      | 1 – 0                                                                     | San Marino                                                                | Qual. Mondiali 2026                                                       | -                                                                         | Cap: A. Golinucci                                                         |
| 10-6-2025                                                                 | Serravalle                                                                | San Marino                                                                | 0 – 4                                                                     | Austria                                                                   | Qual. Mondiali 2026                                                       | -                                                                         | Cap: A. Golinucci                                                         |
| Totale                                                                    |                                                                           | Presenze                                                                  | 14                                                                        |                                                                           | Reti                                                                      | 8                                                                         |                                                                           |

## Palmarès

### Giocatore
- Serie C1: 1

Reggina: 1994-1995
- Campionato Interregionale: 1

San Marino: 1987-1988

### Allenatore

#### Competizioni nazionali
- Coppa Italia Dilettanti: 1

Unione Sanremo: 2015-2016

#### Competizioni regionali
- Coppa Italia Dilettanti Liguria: 1

Unione Sanremo: 2015-2016